# Lixophaga grisea
Lixophaga grisea är en tvåvingeart som först beskrevs av Charles Howard Curran 1926.  Lixophaga grisea ingår i släktet Lixophaga och familjen parasitflugor.
Artens utbredningsområde är Jamaica. Inga underarter finns listade i Catalogue of Life.